# فواره موزیکال

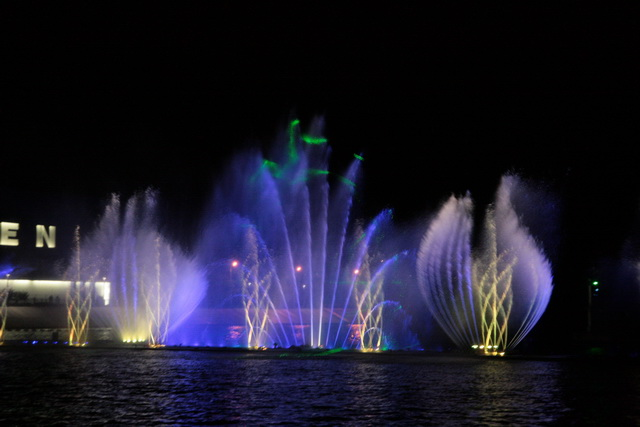
فواره موزیکال روشین در اوکراین

فواره موزیکال (انگلیسی: Musical fountain) که هم چنین به نام‌های فواره افسونگر، فواره منشوری یا فواره رقصان نیز معروف است، نوعی فواره رقص آرایی شده‌است که نقش و نگارهای هنری به عنوان یک ماهیت تفریحی ایجاد می‌کند. جلوه‌های به نمایش گذاشته شده به‌طور معمول با موسیقی هماهنگ می‌باشند و هم چنین دارای ویژگی جلوه‌های نورپردازی هستند که توسط آب جنبان شکسته شده و منعکس می‌شوند. فواره‌های چند رسانه ای مدرن می‌توانند شامل لیزر، تصویر افکنی و تصاویر سه بعدی باشند. 
سازه‌ها می‌توانند در مقیاس بزرگ باشند، از صدها آبفشان و روشنایی بهره ببرند و میلیون‌ها دلار هزینه بر جای بگذارند. روش‌های کار اغلب پیچیده هستند، و به قطعات مکانیکی، هیدرولیکی، الکتریکی و الکترونیکی نیاز دارند که به‌طور معمول در برابر دید عموم قرار ندارند.

## اولین فواره‌های موزیکال طراحی شده
فواره بودور
پیتر بودور (زادهٔ ۲۲ ژوئن ۱۷۸۸- درگذشت ۱۷ اوت ۱۸۴۹)، مهندس مکانیک مجارستانی بود که یک فواره آهنگی یا موزیکال را در شهر ترانسیلوانی ماروشوارشاهلی (ترگو مورش کنونی، رومانی) در حد فاصل سال ۱۸۲۰ و ۱۸۲۲، ساخت. فواره او دارای یک پلان- کف گرد، به همراه دو پلکان قوسی در طرفین، و یک سقف گنبدی که بر شش ستون اتکا داشت، بود. بخش اصلی مکانیکی فواره، یک ساختار هیدرولیک بود که بوسیله نیروی آبی که هر شش ساعت، زنگهای ناقوس مرسوم را می‌نواخت، به کار می‌افتاد. یک مجسمه طلایی نپتون (یا آپولو) در بالای آن قرار داشت که در مدت ۲۴ ساعت می‌چرخید. دستگاه موزیکال در سال ۱۸۳۶ به خاطر طوفان برف نابود شد و هیچ وقت بازسازی نشد. خود فواره در سال ۱۹۱۱ از بین رفت. یک نمونه الگوبرداری شده مشابه در حد فاصل سال‌های ۱۹۳۵–۱۹۳۶، در جزیره مارگارت بوداپست ساخته شد که توسط مکانیزم هیدرولیکی عمل نمی‌کرد، بلکه از نیروی برق بهره می‌برد.